# NEET
NEET („Not in Education, Employment or Training“) je označení pro mladé lidi, kteří nestudují, nepracují ani se na zaměstnání nepřipravují a živí je především rodiče. Zkratka vznikla ve Velké Británii, ale užívá se i v dalších zemích.
Ve Španělsku se pro tento fenomén používá označení ni-ni („ni estudia, ni trabaja“). Jedná se o jeden z důsledků světové hospodářské krize 2008/09 a následné recese, která se ve Španělsku projevila především v podobě zvýšené nezaměstnanosti a propadu pracovních nabídek v sektoru služeb.